# Zapotocco
Zapotocco, già Zapatocco o Sapatoc (in sloveno Zapotok, in tedesco Zapotok) è una frazione del comune di Canale d'Isonzo, tra il fiume Isonzo e il torrente Iudrio; la parte meridionale dell'insediamento, con il monte Corada, fa parte geograficamente del Collio sloveno.
La località è situata a 15,1 km a sud-ovest del capoluogo comunale e a 14,5 km dall'Italia, con cui confina direttamente, presso il valico secondario di Ponte Miscecco. Fanno parte della frazione gli agglomerati di Cobaler (Kobaler), Debegne (Debenje), Feles (Feleš), Miscecco (Mišček), Sarcina (Zarščina), Svinchi (Švinki) e Velindò (Velendol).

Su un'altura a 538 m s.l.m., a nord di Zapotocco vi è al chiesa dedicata a San Gabriele (Sv. Gabrijel).

## Storia
Con alterne vicende, soprattutto dopo il 1420 quando fu soggetta alle mire espansionistiche veneziane, fece parte della Contea di Gorizia e Gradisca.

Con la Convenzione di Fontainebleau del 1807, passò, per un breve periodo fino al 1814, assieme a tutti i territori sulla sponda destra del fiume Isonzo, nel Regno d'Italia napoleonico sotto il Dipartimento di Passariano nel comune di Anicova.

Col Congresso di Vienna nel 1815 rientrò in mano austriaca; passò in seguito sotto il profilo amministrativo al Litorale austriaco nel 1849 come frazione del comune di Plava.

Tra le due guerre mondiali fece parte del Regno d'Italia; passò poi alla Jugoslavia e quindi alla Slovenia.

## Geografia fisica
Rappresentato in parte nella carta IGM al 25.000: 26-III-SO

## Corsi d'acqua
torrente Iudrio (Idrija)